# Million Stylez
Kenshin Iryo (mer känd under artistnamnet Million Stylez), född 1 juni 1981, är en svensk dancehall-, reggae- och hiphop-artist. Han är i sitt ursprung halvfransk och halvjapansk. År 2006 släppte han singeln "Miss Fatty" som blev en stor hit i flera länder. Million Stylez är uppväxt i Sollentuna, norr om Stockholm.

## Diskografi

### Album
- 2007 – From A Far
- 2010 – Everyday
- 2015 – Revelation Time

### Singlar
- 2006 – "Miss Fatty
- 2007 – "Face Away"
- 2008 – "Give Me Strength"
- 2008 – "Bun A Bad Mind" (med Jah Knight)
- 2009 – "Love We Deal With"
- 2009 – "Me & You"
- 2010 – "Supastar"
- 2010 – "Young Guns" (med Joey Fever)
- 2010 – "Everyday"
- 2010 – "Move From On Yah"
- 2011 – "Lookin'" (med Al Azif)
- 2011 – "World Crisis" (med Don Carlos)
- 2011 – "Unity"

### Som gästartist
- 2012 – "Själen av en vän" (singel av Ken Ring)